# Wu Ti-jung
Wu Ti-jung (chinesisch 吳玓蓉, Pinyin Wú Dìróng, * 23. Februar 1993) ist eine taiwanische Badmintonspielerin. 

## Karriere
Wu Ti-jung gewann bei der Badminton-Juniorenweltmeisterschaft 2011 Bronze mit dem taiwanischen Team. Bei den Bulgarian International 2011 wurde sie ebenso Dritte im Mixed wie bei den Malaysia International 2011. Im Damendoppel belegte sie Rang drei bei den Vietnam Open 2012. Weitere Starts folgten bei der China Open Super Series 2012, der Hong Kong Super Series 2012 und den Macau Open 2012. 2013 gewann sie gemeinsam mit Wang Chi-lin das Mixed-Turnier bei den Czech International.

## Referenzen
- Wu Ti-jung beim Badminton-Weltverband

| Personendaten    | Personendaten                           |
| ---------------- | --------------------------------------- |
| NAME             | Wu, Ti-jung                             |
| ALTERNATIVNAMEN  | 吳玓蓉 (chinesisch); Wú Dìróng (Pinyin) |
| KURZBESCHREIBUNG | taiwanische Badmintonspielerin          |
| GEBURTSDATUM     | 23. Februar 1993                        |